# Heilbronn
Heilbronn város Németország délnyugati részén, Baden-Württemberg területén, Stuttgarttól kb. 50 km-re északra, a Neckar folyó mellett.

## Éghajlat
| Hónap                                     | Jan. | Feb. | Már. | Ápr. | Máj. | Jún. | Júl. | Aug. | Szep. | Okt. | Nov. | Dec. | Év   |
| ----------------------------------------- | ---- | ---- | ---- | ---- | ---- | ---- | ---- | ---- | ----- | ---- | ---- | ---- | ---- |
| Átlagos max. hőmérséklet (°C)             | 4,5  | 6,1  | 10,8 | 15,9 | 19,8 | 23,3 | 25,4 | 25,3 | 20,4  | 14,9 | 8,7  | 5,2  | 15,1 |
| Átlagos min. hőmérséklet (°C)             | −1,0 | −0,8 | 1,9  | 4,9  | 9,0  | 12,4 | 14,1 | 13,9 | 10,2  | 6,6  | 2,8  | 0,0  | 6,2  |
| Átl. csapadékmennyiség (mm)               | 58   | 53   | 62   | 47   | 74   | 67   | 79   | 72   | 61    | 69   | 63   | 76   | 781  |
| Havi napsütéses órák száma                | 59   | 83   | 135  | 189  | 217  | 231  | 243  | 230  | 171   | 113  | 62   | 49   | 1782 |
| Forrás: World Meteorological Organization |      |      |      |      |      |      |      |      |       |      |      |      |      |

## Városrész
| Városrész     | Csatolás         | Népesség | Terület    | Irányítószám(ok)           | Körzethívószám |
| ------------- | ---------------- | -------- | ---------- | -------------------------- | -------------- |
| Heilbronn     | –                | 54.909   | 31,334 km² | 74072, 74074, 74076, 74078 | 07131          |
| Biberach      | 1974. január 1.  | 05.022   | 10,582 km² | 74078                      | 07066          |
| Böckingen     | 1933. július 1.  | 21.289   | 11,353 km² | 74080                      | 07131          |
| Frankenbach   | 1974. április 1. | 05.528   | 8,889 km²  | 74078, 74080               | 07131          |
| Horkheim      | 1974. április 1. | 04.063   | 4,852 km²  | 74081                      | 07131          |
| Kirchhausen   | 1972. július 1.  | 03.729   | 11,471 km² | 74078                      | 07066          |
| Klingenberg   | 1970. január 1.  | 02.209   | 2,721 km²  | 74081                      | 07131          |
| Neckargartach | 1938. október 1. | 09.273   | 11,249 km² | 74078                      | 07131          |
| Sontheim      | 1938. október 1. | 11.491   | 7,400 km²  | 74074, 74081               | 07131          |

## Története
A történelem előtti kortól lakott település; számos leletet találtak itt a kelta, római és alemann időkből, amelyek a történeti múzeumban láthatók. Neve a pogány kori „Heiliger Brunnen”, azaz „Szent Kút”-ra vezethető vissza. 1281-ben nevezték először városnak. 1371 és 1802 között birodalmi város volt. A középkorban fontos kereskedelmi központ. A 19. század elejétől az iparosodás egyik központja lett.

## Gazdaság
Kiemelkedik a gépgyártás, az elektronikai ipar, a élelmiszer- és italgyártás, a papír- és nyomdaipar, a vegyipar, a sófeldolgozás. A város mellett széntüzelésű erőmű működik. A környező területeken szőlőültetvények vannak, és Heilbronn a boráról is híres.

## Közlekedés

### Közúti közlekedés
A várost érinti az A81-es autópálya és az A6-os autópálya.

## Fordítás
Ez a szócikk részben vagy egészben  a   Heilbronn című német Wikipédia-szócikk fordításán alapul.  Az eredeti cikk szerkesztőit annak laptörténete sorolja fel. Ez a jelzés csupán a megfogalmazás eredetét és a szerzői jogokat jelzi, nem szolgál a cikkben szereplő információk forrásmegjelöléseként.